# Hlibkî, Krasîliv
Hlibkî (în ucraineană Глібки) este localitatea de reședință a comunei Hlibkî din raionul Krasîliv, regiunea Hmelnîțkîi, Ucraina.
Localitatea face parte din regiunea istorică Volânia, iar după tratatul de pace de la Riga din 1921 a devenit parte a Uniunii Sovietice.

## Demografie
Componența lingvistică a localității Hlibkî
     Ucraineană (99,14%)
     Alte limbi (0,86%)
Conform recensământului din 2001, majoritatea populației localității Hlibkî era vorbitoare de ucraineană (99,14%), existând în minoritate și vorbitori de alte limbi.